# Welcome to the Family

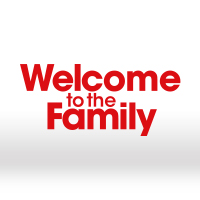
logo serialu

Welcome to the Family – komediowy amerykański, serial telewizyjny wyprodukowany przez NBC. Serial miał swoją premierę 3 października 2013 roku. Pomysłodawcą serialu jest Mike Sikowitz. Stacja CBS 18 października 2013 roku ogłosiła anulowanie serialu.

## Fabuła
Dany i Caroline są szczęśliwi i oczekują momentu kiedy ich córka Molly opuści gniazdo rodzinne. Niespodziewanie Molly i jej chłopak Junior Hernandez oświadczają, że spodziewają się dziecka. Nie tylko to wywraca ich świat do góry nogami fakt, że są zaręczeni i planują małżeństwo.

## Obsada
- Mike O’Malley jako Dr. Dan Yoder
- Mary McCormack jako Caroline Yoder
- Ella Rae Peck jako Molly Yoder
- Joey Haro jako Junior Hernandez
- Ricardo Chavira jako Miguel Hernandez
- Justina Machado jako Lisette Hernandez
- Fabrizio Zacharee Guido jako Demetrio Hernandez
- Eva Longoria jako ?

## Odcinki
| Sezon | Sezon | Odcinki | Oryginalna emisja   | Oryginalna emisja    | Oryginalna emisja | Oryginalna emisja | Oryginalna emisja |
| Sezon | Sezon | Odcinki | Premiera sezonu     | Finał sezonu         | Premiera sezonu   | Finał sezonu      |                   |
| ----- | ----- | ------- | ------------------- | -------------------- | ----------------- | ----------------- | ----------------- |
|       | 1     | 3       | 3 października 2013 | 17 października 2013 | brak danych       | brak danych       |                   |

### Sezon 1 (2013-2014)
| Nr | # | Tytuł                         | Reżyseria      | Scenariusz    | Premiera             | Premiera    |
| -- | - | ----------------------------- | -------------- | ------------- | -------------------- | ----------- |
| 1  | 1 | Pilot                         | Michael Engler | Mike Sikowitz | 3 października 2013  | brak danych |
| 2  | 2 | Dan Finds Out                 | brak danych    | brak danych   | 10 października 2013 | brak danych |
| 3  | 3 | The Big RV Adventure          | brak danych    | brak danych   | 17 października 2013 | brak danych |
| 4  | 4 | Molly and Junior Find a Place | brak danych    | brak danych   | brak danych          | brak danych |
| 5  | 5 | Halloween                     | brak danych    | brak danych   | brak danych          | brak danych |